# طوبين بلقاني
الطوبين البلقاني (Talpa stankovici) هو نوع من الثدييات ينتمي إلى فصيلة الطوبينيات. يوجد في الجبل الأسود وألبانيا ومقدونيا الشمالية واليونان، بما في ذلك جزيرة كورفو.